# Smolarze (uroczysko)
Smolarze – dawna wieś, obecnie niestandaryzowana nazwa części lasu w Polsce położona w województwie podlaskim, w powiecie zambrowskim, w gminie Rutki.

## Historia
W latach 1921–1939 wieś leżała w województwie białostockim, w powiecie łomżyńskim, w gminie Chlebiotki.
Według Powszechnego Spisu Ludności z 1921 roku wieś zamieszkiwały 73 osoby w 10 budynkach mieszkalnych. Miejscowość należała do parafii rzymskokatolickiej w Wiźnie. Podlegała pod Sąd Grodzki i Okręgowy w Łomży; właściwy urząd pocztowy mieścił się w m. Wizna.
W wyniku napaści ZSRR na Polskę we wrześniu 1939 miejscowość znalazła się pod okupacją sowiecką. Od czerwca 1941 roku pod okupacją niemiecką. Od 22 lipca 1941 r. do wyzwolenia włączona w skład okręgu białostockiego III Rzeszy.